# Huda jama – strogo čuvana tajna
Huda jama – strogo čuvana tajna je dokumentarni film iz 2017. godine scenarista i redatelja Romana Leljaka, slovenskoga publicista i istražitelja jugokomunističkih zločina. Govori o jugokomunističkom zločinu nad Hrvatima, Slovencima i Austrijancima u starom rudniku Hudoj jami. Mjesto ovog velikog zločina je i simbolično jer su žrtve bile zakopane iza sedam pregrada, po svemu sudeći da bi počinitelji zločina otežali da bi itko mogao do žrtava doći. Bivši režim svoje je zločine prikrivao terorom i pola stoljeća održavao zavjeru šutnje, naivno misleći da će smrću žrtava utišati i one koji bi mogli sačuvati uspomenu na žrtve.
Blizu naselja Hude Jame u općini Laškom je istoimeni rudnik, rudnik Huda jama u čijem sklopu je rudarsko okno Barbarin rov. Ondje je jugokomunistička vojska počinila jedan od najvećih zločina u svijetu neposredno nakon Drugog svjetskog rata. Partizanski I. bataljun KNOJ-a) likvidirao je oko 3000 nedužnih ljudi među kojima je bio veliki broj civila – djece, žena i staraca. Da se za ovaj poratni zločin ne bi saznalo, pristup grobnoj jami zazidali su s deset pregrada između kojih su nasuli sipinu i zemlju. Podatcido kojih je došao Roman Leljak, publicist, istražitelj arhiva UDB-e i masovnih zločina jugo-komunističke vojske, u ovom je stratištu okončalo je život u stravičnim mukama oko 2000 Hrvata, 700 Slovenca i 300 Nijemaca koji su bili živi zazidani.
Film je napravljen s amaterskim proračunom, manje od 10 000 eura, ali uz veliki entuzijazam, jer je bilo bitno prenijeti istinu. U filmu se vide osobe počinitelji zločina u Hudoj jami. Žrtve su pokopane su u Mariboru, pri čemu nije napravljena forenzička analiza.
Ovaj je rudnik jedan od 600 stratišta diljem Slovenije. Huda jama i nije najveće mjesto ubojstva u rudniku. Po broju ubijenih nadilazi ju rudnik Pečovnik kod sela Pečovnika kraj Celja, u kojem je u svibnju 1945. godine ubijeno 12 000 ljudi, svi Hrvati. Žrtve iz Pečovnika nisu ekshumirane.